# Retorica (Aristotele)
La Retorica (Τέχνη ῥητορική o anche Περὶ ῥητορικῆς) è una delle opere acroamatiche di Aristotele, quelle opere cioè composte dal filosofo per essere studiate dai suoi allievi nel Liceo. L'opera, composta durante l'ultima fase della vita dello Stagirita, e successiva alla Poetica (quindi al 330 a.C.), raccoglie le riflessioni relative alla retorica sviluppate da Aristotele nel corso della propria esistenza.
Il testo è composto da tre libri, per ciascuno dei quali, seguendo Roland Barthes, è individuabile un argomento preciso: il Libro I è dedicato alla figura dell'oratore; il Libro II tratta del pubblico; il Libro III, più breve, affronta invece il tema del discorso vero e proprio. Inoltre, nel trattato sono distinguibili due fasi di stesura: ad una prima fase, caratterizzata dallo studio degli elementi entechnoi (propri della retorica in quanto techne), corrisponde a quanto scritto nel Libro I (eccetto il cap. 2 e parte del 15), mentre una seconda fase è riconoscibile nei due libri successivi.

## Libro I: l'oratore
Il libro che apre la Retorica aristotelica è dedicato alla figura di colui che emette il messaggio: l'oratore. Aristotele qui propone una definizione della retorica in quanto techne, analizzando poi i tre tipi di discorso (giudiziario, deliberativo, epidittico) e i tipi di argomentazione, nella misura in cui vengono scelti dal retore per adattarsi al pubblico.

### La definizione della retorica
Aristotele definisce la retorica come «la facoltà di scoprire il possibile mezzo di persuasione riguardo a ciascun soggetto» (I, 2, 1355b). Tale capacità è sua peculiare, e la differenzia dalle altre technai, le quali si occupano sì di persuadere un pubblico, ma unicamente riguardo agli argomenti specifici di cui trattano. Diversamente da quanto affermava Platone nel Gorgia, Aristotele dunque attribuisce alla retorica il titolo di techne, più precisamente l'unica techne in grado di produrre persuasione (pythanon) riguardo a qual si voglia argomento proposto. Oggetto della retorica non è la aletheia (verità), ma l'eikós (possibile, verosimile), ovvero ciò che è valido nella maggior parte dei casi, relativamente a tutto ciò che ammette una situazione differente dalla tesi sostenuta (1357b).
Ciò rende la retorica «speculare alla dialettica» (I, 1, 1354a): entrambe infatti si occupano di argomenti la cui conoscenza è patrimonio condiviso di tutti gli uomini, e non appartenenti ad una scienza specifica. In questo senso, è comprensibile l'importanza che Aristotele conferisce all'entimema (ἐνθύμημα), il cosiddetto «sillogismo retorico» basato su premesse probabili (éndoxa): la dialettica si occupa di sillogismi, la retorica di entimemi (I, 1, 1355a). La retorica è utile perché, attraverso l'entimema, è in grado di indagare le verità scientifiche, confutare gli avversari o difendere se stessi da accuse e critiche. Diverso è invece il caso dell'esempio (paradeigma), definito da Aristotele una «induzione retorica» (I, 2, 1356b). Quest'ultimo, infatti, mira a dimostrare la tesi attraverso casi analoghi ai fatti trattati - la medesima cosa che fa la dialettica attraverso l'induzione. Si spiega così il motivo per cui la Retorica fu talvolta inserita (insieme alla Poetica) tra le opere di logica nella versione estesa dell'Organon.

### I tipi di argomentazione
La qualità della retorica sta nel trovare, per qualsiasi argomento, i mezzi di persuasione (reali o apparenti) più utili al proprio fine. Aristotele passa così in rassegna i vari tipi di argomentazione (pisteis), suddividendole in «tecniche» (entechnoi) e «non tecniche» (atechnoi). Le argomentazioni non tecniche sono quelle che non vengono fornite dal retore, ma che sono preesistenti - come le testimonianze, le confessioni sotto tortura, i documenti scritti (I, 2, 1355b). Le argomentazioni tecniche, invece, dipendono dal retore e si possono ottenere applicando un metodo. Queste ultime sono così classificate (I, 2, 1356a1-20):
- Argomentazioni che realizzano la persuasione grazie al carattere dell'oratore. L'ascoltatore accorda maggiore fiducia ad un oratore che dimostra di conoscere prontamente l'argomento di cui sta parlando; diversamente, risulta poco credibile chi propone varie opinioni su un argomento, piuttosto che una certezza assoluta. Il carattere dell'oratore rappresenta quindi l'argomento più forte.
- Argomentazioni che realizzano la persuasione predisponendo l'ascoltatore in un dato modo. Il retore che voglia riuscire a persuadere il proprio pubblico deve anche tenere conto dei sentimenti e delle emozioni che il suo discorso genera negli ascoltatori, poiché i sentimenti influenzano inevitabilmente i giudizi.
- Argomentazioni che realizzano la persuasione unicamente grazie al discorso. È il caso dei discorsi che dimostrano la verità (reale o apparente) di una tesi mediante gli opportuni mezzi di persuasione.

Tali considerazioni, afferma Aristotele, dimostrano ancora una volta che la retorica è una techne comprensibile solo da chi è in grado di ragionare logicamente, e di riflettere attorno a caratteri, virtù ed emozioni. In secondo luogo, il filosofo ribadisce che la retorica è una ramificazione della dialettica, nonché una filiazione dell'etica e della politica.

### I tre tipi di discorso
Aristotele termina il Libro I analizzando i tre tipi di discorso.
- Discorso deliberativo (γένος συμβουλευτικόν). Di questo tipo di retorica fanno parte i discorsi di esortazione e dissuasione, siano essi privati (consigli o rimproveri) o pubblici (è il caso di leggi e costituzioni). Un discorso deliberativo tratterà dunque temi politici o morali, e i suoi fini saranno la felicità e il bene; inoltre, avendo per oggetto decisioni in vista dell'avvenire, il suo tempo di riferimento è il futuro (capp. 4–8).
- Discorso epidittico (γένος ἐπιδεικτικόν). Il genere inventato da Gorgia, ha come scopo la lode e il biasimo. La retorica epidittica mira infatti a dimostrare la virtù e l'eccellenza di una persona, attraverso le varie forme di elogio, e per questo si riferisce al presente (cap. 9).
- Discorso giudiziario (γένος δικανικόν). È il tipo di retorica utilizzato nei tribunali, per difendere o accusare un imputato. Fa largo uso di argomentazioni non tecniche (leggi scritte e non scritte, testimonianze, contratti), e cerca di indagare la causa di un'azione delittuosa, tentando anche di determinare se un'azione è peggiore di un'altra. Il suo tempo di riferimento è il passato (capp. 10–15).

Per ricorrere a queste tre tipologie è necessario conoscere le premesse proprie della retorica (prove, probabilità e segni), e le caratteristiche specifiche del genere utilizzato (ovvero il tempo verbale da impiegare, i tipi di argomentazione e via dicendo).

## Libro II: il pubblico
Il Libro II è dedicato al pubblico, ovvero chi riceve il messaggio. Aristotele tocca i temi delle emozioni e analizza come le argomentazioni sono recepite dal pubblico.

### Emozione e persuasione
La retorica, afferma Aristotele, esiste in funzione di un giudizio: ogni deliberazione deve essere giudicata, e in ciò svolgono un ruolo fondamentale sia l'atteggiamento del retore (ethos), sia la disposizione d'animo di chi ascolta (pathos). La retorica infatti mira a persuadere un uditorio della bontà di certe affermazioni, e per fare ciò è necessario non solo curare i discorsi, ma anche il modo in cui l'oratore si presenta, così da adattare gli argomenti ai sentimenti del pubblico che si ha di fronte (II, 1, 1377b). Le emozioni infatti alterano le opinioni degli uomini, e sono in grado di modificare i giudizi in base a piacere o dolore (1378a). Più nello specifico, lo Stagirita afferma che nella retorica deliberativa è più importante il carattere dell'oratore, mentre i sentimenti del pubblico sono centrali nel genere giudiziario.
Per quanto riguarda l'oratore, questi deve possedere essenzialmente tre doti: saggezza (phronesis), virtù (areté) e benevolenza (eunoia). Un oratore che non abbia opinioni corrette riguardo all'argomento di cui sta trattando, o che per malvagità nasconda certi particolari o non sia in grado di dare buoni consigli, non riuscirà ad essere persuasivo. D'altra parte, il buon oratore deve anche saper sfruttare le emozioni a proprio vantaggio, riuscendo a suscitare nel pubblico quelle più adatte ai suoi scopi. Per questo motivo, Aristotele dedica larga parte del Libro II (capp. 2–11) a studiare le varie emozioni, dandone una definizione e analizzando le circostanze e le persone con cui si è solito provarle. Nell'ordine, il filosofo parla di: collera, mitezza, amicizia e inimicizia (amore e odio), timore, vergogna, gentilezza e sgarbatezza, pietà, sdegno, invidia, emulazione.
È interessante notare che, rivolgendosi qui allo studio delle passioni, Aristotele si rifà alla lezione dei sofisti e dei pitagorici, per i quali era centrale il tema della psicagogia. Nel riconoscimento dell'importanza delle emozioni, che in questo modo vanno ad affiancarsi alle dimostrazioni come portatrici di persuasione, è inoltre ravvisabile il passaggio dalla prima alla seconda fase dello studio della techne rhetoriké da parte dello Stagirita.

### I caratteri
Una volta analizzate le emozioni, l'attenzione di Aristotele si sposta sui caratteri (ethoi). Il filosofo analizza anche qui i vari tipi di caratteri, suddividendoli in base alla condizione dell'uditore: il giovane, il vecchio e l'uomo maturo, e in seconda battuta il nobile, il ricco e il potente. I giovani sono inclini a seguire i desideri, ragion per cui sono passionali, incostanti e volubili, e desiderano soprattutto onori e ricchezza; la loro indole è buona, in quanto vergine delle malvagità della vita, e pertanto sono più propensi a provare fiducia e a ritenere le persone migliori di quanto non siano; infine, i giovani nutrono grandi speranze, poiché potenzialmente hanno davanti a sé un lungo futuro (cap. 12). Diversa è la situazione dei vecchi, che vivono di ricordi e sono spesso cinici, diffidenti e sospettosi per l'esperienza del mondo; essi inoltre non «sanno» niente, semmai «credono», e non sono in grado di affermare qualcosa con fermezza, ma vivono attaccati alle proprie ricchezze e giudicano le cose in modo deteriore (cap. 13). Tra questi due tipi, si collocano gli uomini adulti e maturi, che perseguono un certo equilibrio nei desideri, come nelle emozioni (cap. 14).
Oltre all'età, gioca un ruolo importante la condizione sociale ed economica. Gli uomini nati da una famiglia nobile sono individui con grandi ambizioni, ma sprezzanti delle condizioni altrui, che considerano inferiori alla propria (anche se, aggiunge Aristotele, i nobili per nascita sono in genere persone di scarso valore, e addirittura, con il passare delle generazioni, le stirpi più insigni danno luogo a caratteri folli, quando non degenerano nella stupidità e nel torpore; cap. 15). La ricchezza genera invece caratteri arroganti, insolenti: i ricchi credono infatti di poter valutare e ottenere tutto con il denaro, e questa grettezza li porta a essere dissoluti e boriosi, e a ostentare il proprio benessere – ovvero, i ricchi sono «sciocchi fortunati» (cap. 16). Chi detiene il potere, infine, è senz'altro più ambizioso ed energico dei ricchi, poiché ha la possibilità di compiere grandi imprese, e il fatto di essere un uomo in vista lo costringe ad essere temperante (cap. 17).

### L'argomentazione logica
Infine, Aristotele torna sulle argomentazioni (capp. 18–26). Come già si è detto riguardo al Libro I, quelle più comuni sono di due tipi: l'esempio e l'entimema.
L'esempio, dice Aristotele, deriva dall'induzione, la quale è il principio grazie a cui è possibile un ragionamento. Gli esempi, a loro volta, possono essere inventati dall'autore (è il caso delle favole o degli apologhi); oppure essere tratti dalla realtà (avvenimenti realmente accaduti, fatti storici e così via); l'importante è però che abbiano qualche analogia con l'oggetto del discorso.
All'esempio si deve però preferire, laddove è possibile, l'entimema (II, 20, 1394a), poiché, essendo simile al sillogismo, deve essere utilizzato per le dimostrazioni (siano esse di sostegno o contrasto a una tesi; II, 22, 1396b), e in questo caso l'esempio può fungere da premessa. L'entimema parte infatti da quegli assunti la cui validità viene riconosciuta dall'uditorio o dal giudice che si ha di fronte, in modo che chi ascolta abbia coscienza dell'evidenza degli argomenti. Quattro sono i tipi di premesse da ognuno dei quali deriva un tipo diverso di entimema: dalla prova (tekmerion) l'entimema apodittico, dall'esempio l'entimema induttivo, dal verosimile l'entimema anapodittico e dal segno l'entimema asillogico. Di questi, l'entimema anapodittico e quello asillogico sono entimemi apparenti, poiché non hanno carattere di necessità.
Connessa all'entimema e all'argomentazione logica è anche la teoria dei luoghi (topoi), descritta nel cap. 2 del Libro I. I luoghi, che caratterizzano i sillogismi e gli entimemi, possono essere comuni o propri: i primi riguardano cause di carattere generale, mentre quelli propri sono relativi a una determinata specie o un determinato genere. Il luoghi comuni possono a loro volta suddividersi tra quelli degli entimemi reali e quelli degli entimemi apparenti, per ciascuno dei quali sono riportati degli esempi al cap. 18.
Infine, Aristotele parla dell'importanza delle massime, intese come affermazioni «di carattere universale» riguardanti ciò che può essere scelto in relazione ad un'azione. Esse hanno una certa efficacia sul pubblico, soprattutto se si rifanno a concetti generalmente bene accettati da chi sta ascoltando; nel caso contrario, bisogna ricorrere all'entimema, la cui conclusione sarà, appunto, una massima (II, 21, 1394a).

## Libro III: il messaggio
Il Libro III è infine dedicato al messaggio vero e proprio: è il luogo della lexis (la latina elocutio), delle varie figure da utilizzare nei discorsi, e della taxis (quella che Quintiliano chiama dispositio).

### Lo stile
Per essere persuasivi non basta avere degli argomenti solidi, ma bisogna anche saperli disporre, ordinandoli in modo appropriato e scegliendo lo stile di volta in volta più consono al contesto. Per questo motivo bisognerà avere particolare cura nelle scelte lessicali, in modo che il discorso soddisfi i requisiti di chiarezza e convenienza. A questo scopo è possibile ricorrere anche al lessico poetico e alle figure retoriche, e fare uso di paragoni, similitudini e metafore (cap. 2). Inoltre, anche il tono dovrà adattarsi, elevandosi o abbassandosi quando è necessario, e rispettare un certo ritmo nella prosa per non riuscire sgradevole. Un ruolo importante avrà infine anche la recitazione, nel caso il discorso sarà orale (diverse sono ovviamente le specifiche per il discorso scritto).
In particolare, Aristotele qui si sofferma sulla metafora, in quanto elemento in comune tra poesia e retorica. È infatti opinione diffusa che l'elocuzione abbia avuto origine dalla poesia, e che solo in un secondo momento l'eloquenza in prosa (retorica) si sia distaccata da quella poetica; Tuttavia, la retorica ha mantenuto, per i propri fini, l'uso di espedienti poetici, come appunto la metafora, la quale risponde all'esigenza di chiarezza, piacevolezza e ricercatezza (III, 2, 1404b). Sullo stesso piano si colloca inoltre l'impiego di antitesi, cioè la presenza di elementi opposti, i quali, se conosciuti, generano piacere in chi ascolta.

### Le parti dell'orazione
Aristotele conclude la Retorica analizzando le parti di cui si deve comporre un'orazione. In ogni discorso vi sono sempre due momenti fondamentali, l'enunciazione della tesi (prothesis) e la sua dimostrazione mediante argomentazioni (pisteis). Le altre parti che vengono indicate sono valide a seconda dei casi e dei generi di discorsi:
- Esordio (prooimion): l'incipit del discorso, deve indicare chiaramente, qualora non lo si sappia già, quale sarà l'argomento di cui intende parlare.
- Narrazione (diegesis): la parte centrale dell'orazione, non deve essere particolarmente lunga né troppo breve, ma deve esporre l'argomento secondo misura.
- Dimostrazione (apodeixis): deve elencare le varie argomentazioni, proponendo le prove a sostegno della propria tesi e cercando di confutare quelle contrarie.
- Epilogo (epilogos): la parte finale deve disporre l'ascoltatore favorevolmente nei confronti dell'oratore, aumentare la pregnanza delle tesi, suscitare reazioni emotive e infine ricapitolare quando si è detto.